# Собрание сочинений

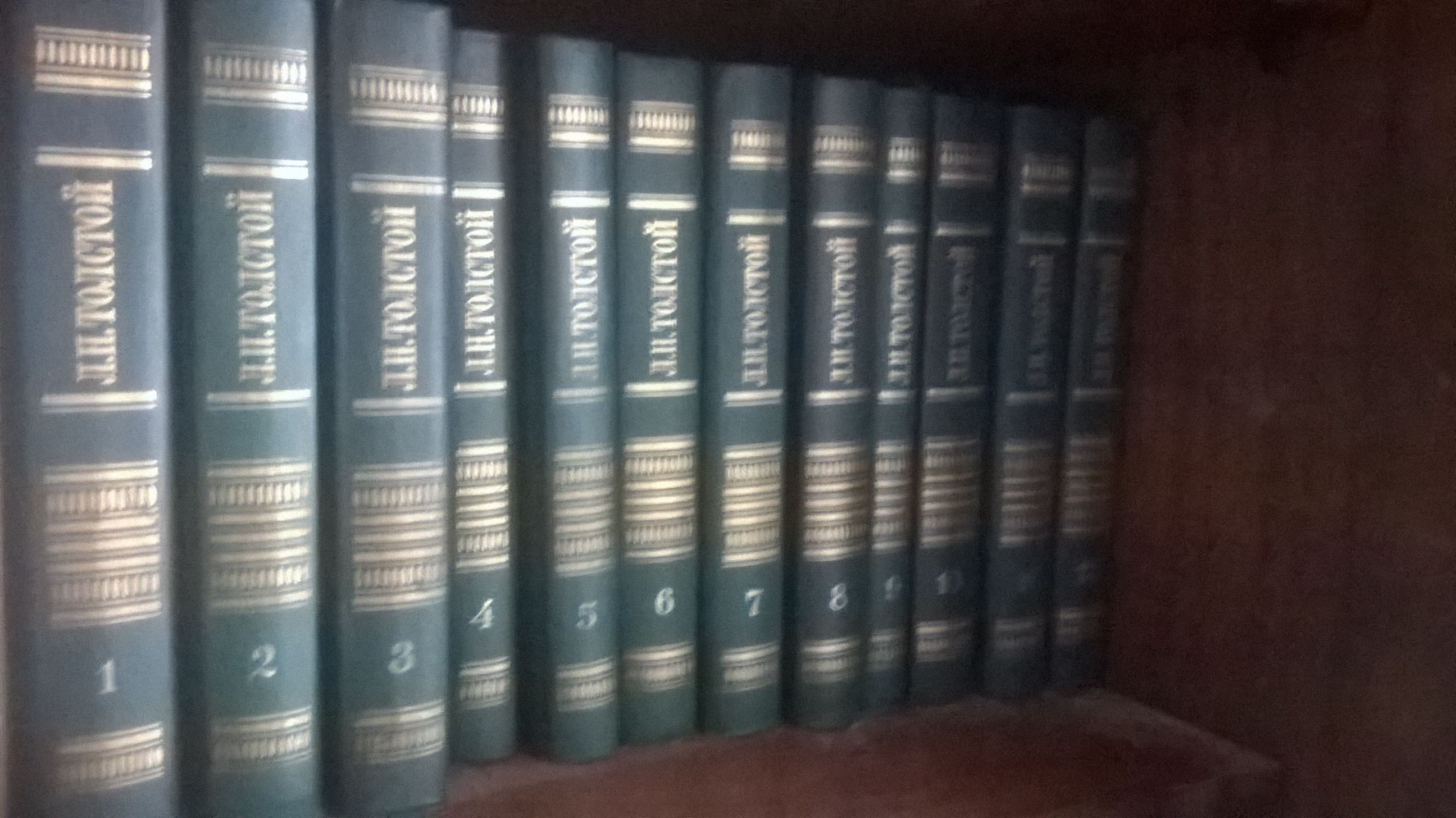
Собрание сочинений Льва Толстого 1987 года

Собрание сочинений — вид издания, объединяющего все (полное собрание сочинений) или основные произведения одного автора. Изначально применяемое преимущественно к литературным произведениям, понятие в настоящий момент стало универсальным и может быть отнесено к различным видам творчества и интеллектуальной деятельности: собраниям музыкальных сочинений (лат. Opera Omnia), научных трудов, изобразительного искусства (каталог-резоне), кинематографа (полные режиссёрские коллекции и антологии), архитектурных проектов. Помимо произведений автора — художественных, публицистики, эпистолярного наследия, научные (академические) издания включают все варианты произведений, в том числе черновые, а также научно-справочный аппарат: статьи, комментарии, указатели. Полные академические собрания требуют длительной и тщательной научной подготовки произведений и подготавливаются, как правило, научными коллективами.

## Собрания литературных сочинений
История появления первых собраний сочинений началась с развитием книгопечатания. Среди первых изданий — труды античных писателей, таких как Вергилий и Цицерон. В России первые издания собраний сочинений относятся к XVIII веку, среди них — собрания работ Михаила Ломоносова, Василия Тредиаковского.
В мировой научной и издательской практике выделяют несколько видов собраний сочинений:
- Полное собрание сочинений
- Собрание сочинений
- Избранные сочинения

Эти виды различаются полнотой представленных текстов и видов произведений из наследия автора, а также наличием и размером научного аппарата издания. Научные или академические собрания сочинений могут включать известные варианты текстов и черновые материалы, публицистические и критические произведения автора, сборники избранной переписки или полное эпистолярное наследие, собственные иллюстрации автора, а также исторический и литературоведческий аппарат. Научные издания могут отличаться исследовательской подготовкой текстов, перед академическими изданиями стоит задача представить творческий путь писателя в его развитии и творческую судьбу его произведений. При этом, хотя академические издания предлагают вариант «окончательного», «финального» варианта текста произведения, представление «канонического» варианта не является основной задачей собрания. Как писал известный литературовед Юрий Лотман: «К академическому (научному в более строгом смысле) изданию, порой предъявляется чуждое ему требование — создать текстологический канон, с которого потом будут перепечатываться массовые издания. Тем самым разница между текстологической подготовкой академического и массового издания сводится к полноте привлечения текстов. Между тем по текстологическим задачам эти типы изданий скорее всего противоположны». Тем не менее, основной задачей при подготовке академического собрания сочинений остаётся установление научно апробированных текстов писателя, так как впоследствии на базе выверенных текстов строятся все дальнейшие научные изыскания творчества писателя, на них же опираются издательства для публикации массовых изданий. Академическое собрание должно представить обзор и обоснования для выбора варианта теста (который может не совпадать с последним хронологически прижизненным изданием), исследуется весь корпус известных печатных и рукописных вариантов, и в ряде случаев такая работа позволяет устранить корректурные ошибки или цензурное вмешательство.
Примером может служить работа литературоведов и текстологов при подготовке Полного собрания сочинений Льва Толстого (так называемого Юбилейного, 1928—1958 годов). Толстой значительно переработал текст романа «Война и мир» для третьего издания 1873 года: знаменитые объёмные диалоги на французском языке были заменены русским переводом; часть историко-философских отступлений были либо вовсе удалены, либо перенесены в Приложение. В результате острейшей дискуссии, развернувшейся между авторитетными литературоведами — Н. К. Гудзием, Б. М. Эйхенбаумом, Н. Н. Гусевым, Э. Е. Зайденшнур, В. А. Ждановым, Л. Д. Опульской и другими, был принят компромиссный вариант: в основу текста академического собрания сочинений лёг вариант текста романа 2-го прижизненного издания 1868—1869 годов, но с разбивкой на четыре тома и с оставлением стилистических правок, внесённых Толстым при подготовке 3-го издания.
Массовые собрания сочинений предназначены для широкого круга читателей и включают основные («канонические») варианты текстов произведений, сопровождаемые кратким обзором или не имеющим такового. Массовые издания включают основные произведения и рассчитаны на знакомство с развитием творчества автора и популяризацию его полного наследия.
Примеры научных изданий включают многочисленные собрания сочинений Шекспира, Гёте, Пушкина, Достоевского, Толстого, включая их полные академические издания. Академические издания имеют, как правило, ограниченный тираж, рассчитанный на научные коллективы и учебные заведения и библиотеки. Массовые издания выпускаются большими тиражами и в большей степени рассчитаны на массовые библиотеки и рядовых читателей.

## Собрания сочинений в музыке
Одним из первых примеров многолетней тщательной научной работы над сбором произведений и подготовкой научного аппарата собрания музыкальных произведений являются полные собрания сочинений Иоганна Себастьяна Баха — Bach-Gesellschaft Ausgabe (BG) и Neue Bach-Ausgabe (NBA). Работа над изданием полного корпуса сочинений Баха стала монументальным этапом в музыковедении и заняла в итоге полтора столетия. Подготовка Старого издания Баха началась в середине XIX столетия на волне возрождения интереса к его творчеству. Общество Баха (Bach-Gesellschaft) было основано в Лейпциге в 1850 году с целью подготовки и публикации произведений Баха на основе сохранивщихся рукописей партитур и известных изданий. Как и в литературоведении тех лет, принципы научной подготовки сочинений и научного исторического и критического аппарата ещё только вырабатывались. Работа над первым собранием была завершена в 1900 году, но уже в начале XX века, с обнаружением новых рукописей, с совершенствованием источниковедения, текстологии и музыковедения, стала очевидна необходимость в подготовке нового Собрания. Проект был начат в 1950 году Институтом Баха в Гёттингене и Архивом Баха в Лейпциге, собрание издавалось с 1954 по 2007 годы и всего насчитывает более 100 томов.